# Pecetto di Valenza
Pecetto di Valenza je italská obec v provincii Alessandria v oblasti Piemont.
K 31. prosinci 2011 zde žilo 1 254 obyvatel.

## Sousední obce
Alessandria, Bassignana, Montecastello, Pietra Marazzi, Valenza